# 숀 더피
숀 패트릭 더피(영어: Sean Patrick Duffy, 1971년 10월 3일~)는 미국의 정치인, 검사, 로비스트로, 폭스 비즈니스 진행자와 폭스뉴스의 기고가를 맡았다. 공화당 소속으로 2011년부터 2019년까지 위스콘신 제7선거구의 미국 하원 의원을 지냈다. 그는 국회의원에서 사임한 후 로비스트가 되었다.

## 생애
더피는 1971년 10월 3일 위스콘신주 헤이워드 출생으로, 11명의 자녀 중 열째이다. 그는 미네소타 세인트 메리 대학교에서 마케팅 학위를, 윌리엄 미첼 법학대학에서 법무박사 학위를 취득하였다.
5세에 통나무 굴리기를 시작하였고, 13세에 스피드 클라이밍을 시작하였다. 현재 스피드 클라이밍 타이틀을 2개 보유하고 있다. 또 벌목꾼 대회 선수로 활동하며 리얼리티 텔레비전 프로그램에 출연하였다.

## 경력

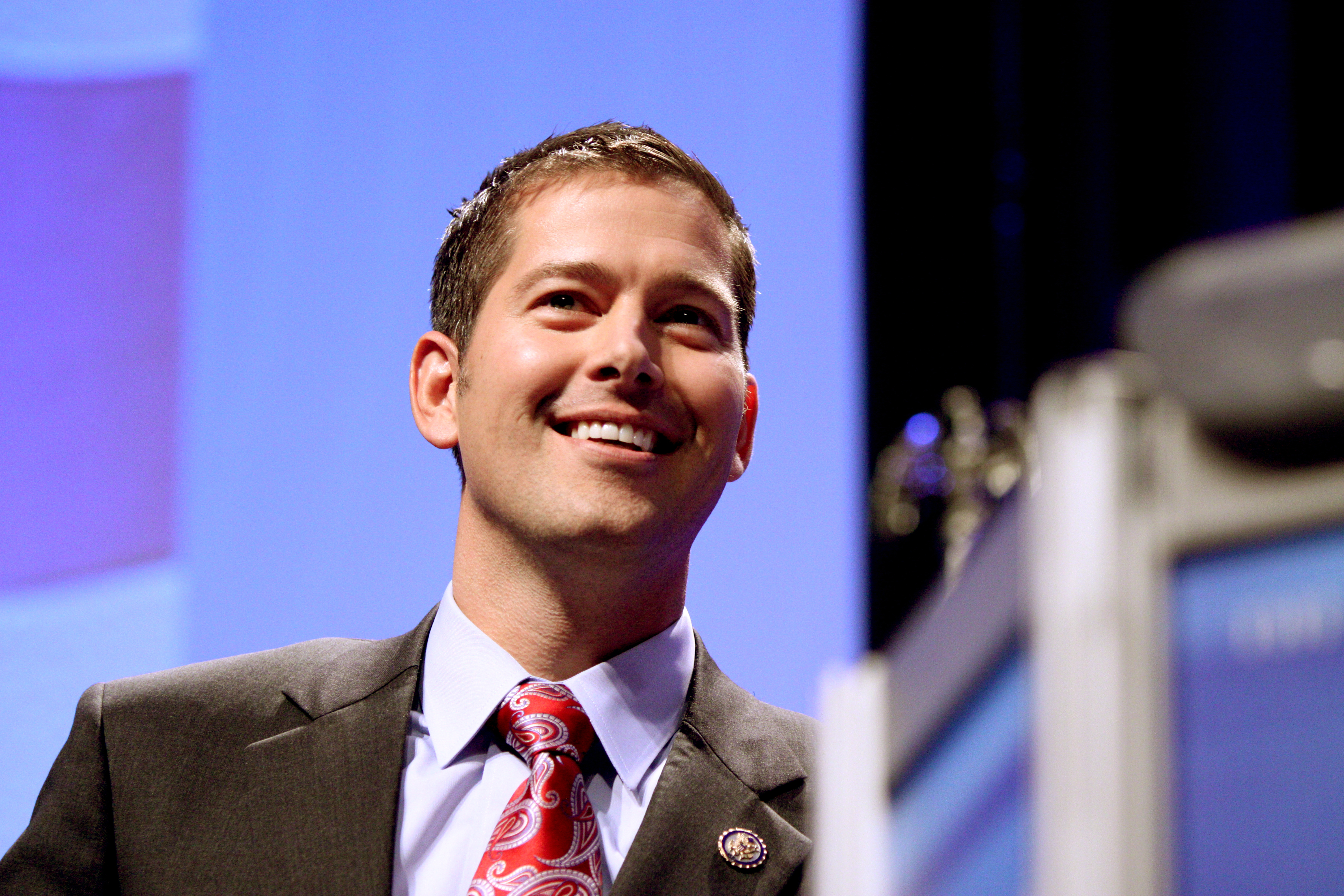
미국 보수정치행동회의 2013에서 연설하는 더피

공화당 소속으로서 2002년 스콧 맥컬 주지사에 의해 애슐랜드군 지방검사로 임명되었다. 2002년, 2004년, 2006년, 2008년 무투표 재선되어 2010년까지 지방검사로서 재임하였다.
2008년 대통령 선거에서 위스콘신 선거인단 10명 중 공화당 후보로 지명되었다.
2011년부터 2019년까지 연방 하원의원을 지냈다. 의회 재직 기간 금융서비스 위원회 등에서 활동하였다. 2023년부터는 폭스 비즈니스의 <더 보텀 라인>의 공동 진행자로 활동해왔다. 아내 레이철 캄포스는 폭스 뉴스 진행자이다.
2024년 11월 18일, 도널드 트럼프 미국 당선인은 2기 행정부의 교통부 장관에 더피를 지명하였다.
"그는 미국의 고속도로·터널·교량·공항을 재건할 때 적격성과 경쟁력, 아름다움을 우선시할 것이다. 국가안보를 훼손하지 않으면서 항만과 댐이 우리 경제에 도움이 될 수 있도록 할 것이다. 조종사와 항공 관제사의 ‘DEI(다양성·형평성·포용성)’를 없애 하늘을 다시 안전하게 만들 것이다.... 숀은 엄청나고 인기 있는 공직자로, 의회에서 오랜 세월 쌓아온 경험과 관계를 바탕으로 미국의 인프라를 재건하고 여행의 황금기를 열 것이다."— 트럼프의 지명 성명 (2024년 11월 18일)

## 역대 선거 결과
| 선거명      | 직책명                        | 대수  | 정당   | 득표율 | 득표수    | 결과 | 당락                           |
| ----------- | ----------------------------- | ----- | ------ | ------ | --------- | ---- | ------------------------------ |
| 2002년 선거 | 애쉬랜드 카운티 지방 검사     | -대   | 공화당 | 99.57% | 2,310표   | 1위  | 애쉬랜드 카운티 지방 검사 당선 |
| 2004년 선거 | 애쉬랜드 카운티 지방 검사     | -대   | 공화당 | 99.72% | 3,895표   | 1위  | 애쉬랜드 카운티 지방 검사 당선 |
| 2006년 선거 | 애쉬랜드 카운티 지방 검사     | -대   | 공화당 | 97.69% | 3,586표   | 1위  | 애쉬랜드 카운티 지방 검사 당선 |
| 2008년 선거 | 애쉬랜드 카운티 지방 검사     | -대   | 공화당 | 97.84% | 4,856표   | 1위  | 애쉬랜드 카운티 지방 검사 당선 |
| 2010년 선거 | 하원의원 (위스콘신 제7선거구) | 112대 | 공화당 | 52.11% | 132,551표 | 1위  | 위스콘신주 하원의원 당선       |
| 2012년 선거 | 하원의원 (위스콘신 제7선거구) | 113대 | 공화당 | 56.09% | 201,720표 | 1위  | 위스콘신주 하원의원 당선       |
| 2014년 선거 | 하원의원 (위스콘신 제7선거구) | 114대 | 공화당 | 59.28% | 169,891표 | 1위  | 위스콘신주 하원의원 당선       |
| 2016년 선거 | 하원의원 (위스콘신 제7선거구) | 115대 | 공화당 | 61.67% | 223,418표 | 1위  | 위스콘신주 하원의원 당선       |
| 2018년 선거 | 하원의원 (위스콘신 제7선거구) | 116대 | 공화당 | 60.11% | 194,061표 | 1위  | 위스콘신주 하원의원 당선       |